# 椭果黄堇
椭果黄堇（学名：Corydalis ellipticarpa）为罂粟科紫堇属下的一个变种。

## 扩展阅读
維基物種上的相關：椭果黄堇